# Cayo Atilio Serrano
Cayo Atilio Serrano  fue un político romano de fines del siglo II a. C. que fue elegido cónsul con Quinto Servilio Cepión en 106 a. C.

## Biografía
Cicerón  lo define como stultissimus homo, pero, aun así, fue escogido cónsul con preferencia sobre Quinto Catulo. Fue uno de los senadores que cogió las armas contra Apuleyo Saturnino en el año 100 a. C. Murió en 87 a. C.